# Cases Barates (Girona)
Les Cases Barates fou un conjunt d'habitatges agrupats al carrer Balmes de la ciutat de Girona, entre el carrer de la Creu i el d'Emili Grahit, que conformaven una illa allargassada de casetes senzilles de planta baixa que s'organitzaven a partir d'un passadís amb habitacions al costat i eixida al darrere. El mòdul de la façana, constituït per la porta i la finestra rectangulars, s'anava repetint consecutivament.